# Exotheca
Exotheca, monotipski rod jednosupnica iz porodice trava smješten u podtribus Andropogoninae, dio tribusa Andropogoneae. Jedina je vrsta trajnica E. abyssinica, raširena u istočnoj Africi, od Eritreje do Mozambika, te u Vijetnamu.

## Sinonimi
- Andropogon exothecus Hack.
- Andropogon monatherus A.Rich.
- Anthistiria abyssinica Hochst. ex A.Rich.
- Cymbopogon chevalieri A.Camus
- Hyparrhenia abyssinica (Hochst. ex A.Rich.) Roberty
- Sorghum exothecum (Hack.) Kuntze
- Sorghum monatherum (A.Rich.) Kuntze